# Civici e Innovatori
Civici e Innovatori (CI) è stato un gruppo parlamentare italiano centrista della XVII legislatura presente alla Camera dei deputati.
Il suddetto gruppo, composto da 13 deputati indipendenti, è stato presente alla Camera dall'inizio della Legislatura come Scelta Civica per l'Italia sino al 12 ottobre 2016, data in cui assume la nuova denominazione Civici e Innovatori.
In seguito al suo scioglimento  (avvenuto il 10 luglio 2017) i deputati che ne facevano parte hanno costituito la componente del gruppo misto Civici e Innovatori-Energie per l'Italia.

## Storia
Il gruppo parlamentare, che nacque all'inizio della XVII legislatura, era precedentemente denominato "Scelta Civica per l'Italia" e raggruppava al proprio interno i deputati che facevano parte di Scelta Civica, partito dell'allora presidente del consiglio Mario Monti.
A luglio 2016 viene ufficializzata dal viceministro all'economia Enrico Zanetti la volontà di fondere il gruppo parlamentare "Scelta Civica per l'Italia" con "Alleanza Liberalpopolare-Autonomie" (gruppo di parlamentari capeggiati da Denis Verdini che avevano abbandonato Forza Italia).
Il 14 luglio 2016, tuttavia, l'assemblea del gruppo parlamentare respinge a maggioranza la proposta di accorpare i due gruppi; di conseguenza i cinque deputati che erano favorevoli a tale proposta (Mariano Rabino, Giulio Cesare Sottanelli, Valentina Vezzali, Angelo Antonio D'Agostino e lo stesso Zanetti) abbandonano il gruppo Scelta Civica per l'Italia e passano al gruppo misto.
In seguito all'abbandono di Zanetti, il 3 agosto 2016 il deputato Stefano Quintarelli aderisce nuovamente al gruppo Scelta Civica per l'Italia, che aveva lasciato in precedenza. Il 28 settembre, invece, il deputato Andrea Vecchio lascia il gruppo e passa al gruppo misto.
Il 12 ottobre 2016 l'ufficio di presidenza della Camera dei deputati, su richiesta del deputato del gruppo misto Enrico Zanetti (che peraltro è anche il titolare legale del marchio "Scelta Civica") consente la costituzione di un nuovo gruppo parlamentare denominato Scelta Civica verso Cittadini per l'Italia - MAIE (a cui aderiscono rispettivamente 8 deputati di ALA, 2 del MAIE, 1 ex Fare! oltre ai cinque deputati che avevano abbandonato il gruppo "Scelta Civica per l'Italia" il 14 luglio precedente).
Ne consegue quindi che per motivi legali il suddetto gruppo fino a quel momento chiamato "Scelta Civica per l'Italia" viene privato del marchio e muta quindi la propria denominazione in "Civici e Innovatori", di cui fanno parte 15 deputati indipendenti che fecero parte della maggioranza dell'allora governo Renzi.
Il 27 e 28 ottobre 2016 aderiscono al gruppo rispettivamente i deputati indipendenti Ivan Catalano e Mara Mucci, entrambi ex M5S provenienti dal gruppo misto.
Il 26 gennaio 2017 il deputato Mario Catania lascia il gruppo e aderisce a Democrazia Solidale.
Il 9 febbraio 2017 aderisce al gruppo Nello Formisano (deputato dei Moderati, sino a quel momento iscritto al gruppo misto), abbandonandolo tuttavia il 28 febbraio successivo per aderire alla neonata formazione Articolo 1 - Movimento Democratico e Progressista.
Il 16 giugno 2017 il deputato Giovanni Palladino lascia il gruppo e aderisce al Partito Democratico.
Il 29 giugno 2017 i deputati Pierpaolo Vargiu e Salvatore Matarrese lasciano il gruppo e passano a Direzione Italia di Raffaele Fitto.
Il 4 luglio 2017 l'ufficio di presidenza della Camera delibera lo scioglimento del gruppo Civici e Innovatori, ormai ridotto a 13 deputati. Lo scioglimento viene attuato il 10 luglio.
I deputati del disciolto gruppo aderiscono al gruppo misto, dove costituiscono la componente Civici e Innovatori.
Il 28 luglio 2017 Gianfranco Librandi abbandona la suddetta componente ed aderisce al Partito Democratico.
Il 2 agosto la componente viene ribattezzata Civici e Innovatori-Energie per l'Italia. Quest'ultimo è il movimento di centro-destra di Stefano Parisi, candidato sindaco di Milano nel 2016. Grazie all'apparentamento con il simbolo di Civici e Innovatori Parisi si presenta alle elezioni politiche del 2018 senza bisogno di raccogliere le firme salvo poi ripensarci per candidarsi come presidente del Lazio.

## Nelle istituzioni

### Composizione a fine legislatura
| Deputato                  | Partito | Partito                                 | Data di adesione   | Gruppo di provenienza       | Altro                                                            |
| ------------------------- | ------- | --------------------------------------- | ------------------ | --------------------------- | ---------------------------------------------------------------- |
| Giovanni Monchiero        |         | Energie per l'Italia (ex Scelta Civica) | Inizio legislatura | -                           |                                                                  |
| Bruno Molea               |         | Indipendente (ex Scelta Civica)         | Inizio legislatura | -                           |                                                                  |
| Roberta Oliaro            |         | Indipendente (ex Scelta Civica)         | Inizio legislatura | -                           |                                                                  |
| Alberto Bombassei         |         | Indipendente (ex Scelta Civica)         | Inizio legislatura | -                           |                                                                  |
| Antimo Cesaro             |         | Indipendente (ex Scelta Civica)         | Inizio legislatura | -                           | Sottosegretario al Ministero della Cultura del governo Gentiloni |
| Stefano Dambruoso         |         | Indipendente (ex Scelta Civica)         | Inizio legislatura | -                           | Questore della Camera dei Deputati                               |
| Adriana Galgano           |         | Indipendente (ex Scelta Civica)         | Inizio legislatura | -                           |                                                                  |
| Andrea Mazziotti Di Celso |         | Indipendente (ex Scelta Civica)         | Inizio legislatura | -                           |                                                                  |
| Domenico Menorello        |         | Indipendente (ex Scelta Civica)         | 30/09/2016         | -                           |                                                                  |
| Stefano Quintarelli       |         | Indipendente (ex Scelta Civica)         | 03/08/2016         | Gruppo misto - Non iscritti |                                                                  |
| Ivan Catalano             |         | Scelta Civica                           | 27/10/2016         | Gruppo misto - Non iscritti |                                                                  |
| Mara Mucci                |         | Indipendente                            | 28/10/2016         | Gruppo misto - Non iscritti |                                                                  |
| Guglielmo Vaccaro         |         | Energie per l'Italia                    | 01/08/2017         | Gruppo misto - Non iscritti |                                                                  |
| Dino Secco                |         | Energie per l'Italia                    | 17/11/2017         | Gruppo misto - Non iscritti |                                                                  |

### Ex membri
| Deputato            | Data di Abbandono | Gruppo successivo                           |
| ------------------- | ----------------- | ------------------------------------------- |
| Giovanni Palladino  | 16/06/2017        | Partito Democratico                         |
| Salvatore Matarrese | 29/06/2017        | Gruppo misto - componente: Direzione Italia |
| Pierpaolo Vargiu    | 29/06/2017        | Gruppo misto - componente: Direzione Italia |
| Gianfranco Librandi | 28/07/2017        | Partito Democratico                         |